# Mission zéro
 (février 2025).
Motif : en attente de release depuis 2007. Pas trouvé de trace sur en:Kathryn Bigelow's unrealized projects, ni sur l'article principal…
- Archive Wikiwix
- Bing
- Cairn
- DuckDuckGo
- E. Universalis
- Gallica
- Google
- G. Books
- G. News
- G. Scholar
- Persée
- Qwant
- (zh) Baidu
- (ru) Yandex
- (wd) trouver des œuvres sur Wikidata

| 1. | Préciser le motif de la pose du bandeau. | Précisez le motif de la pose du bandeau en utilisant la syntaxe suivante : {{admissibilité à vérifier\|date=mars 2025\|motif=remplacez ce texte par le motif}}                    |
| 2. | Informer les utilisateurs concernés.     | Pensez à avertir le créateur de l'article, par exemple, en insérant le code ci-dessous sur sa page de discussion : {{subst:avertissement admissibilité à vérifier\|Mission zéro}} |

Pour plus de détails, voir Fiche technique et Distribution.
Mission Zéro est un court métrage publicitaire d'action de Kathryn Bigelow dont la date de sortie est encore inconnue, et qui fait partie de la saga Pirellifilm.

## Synopsis
Alors qu'Uma se promène à bord de sa superbe Lamborghini Gallardo, un enfant lui tire dessus avec un pistolet à eau. Pourtant, farce anodine, ce n'est que le début d'un jeu dangereux ! Quelques minutes après, deux individus la poursuivent ...

## Fiche technique
- Date de sortie : inconnue
- Film italien
- Genre : Action, court métrage
- Durée : 8 minutes
- Année de production : 2007
- Ce film fait partie de la Saga PirelliFilm
- Format : Couleur

## Équipe technique
- Réalisateur : Kathryn Bigelow
- Directeur de la photographie : Janusz Kaminski
- Scénariste : Sergio Rodriguez
- Production :
  -  Italie : PirelliFilm
  -  Italie : Leo Burnett Italy
  -  États-Unis : The Family
  -  États-Unis : Independent Media
- Effets visuels : Ring of Fire ( États-Unis)

## Distribution
- Uma Thurman : Uma
- Kevin Kazakoff : Sniper
- Zoran Radanovich